# Pomatoschistus minutus
Espèce
Synonymes
- Gobius cobitiformis Kessler, 1874
- Gobius ekstromii Günther, 1861
- Gobius elongatus Canestrini, 1862
- Gobius gracilis Cabrera, 1868
- Gobius gracilis Jenyns, 1835
- Gobius minutus Pallas, 1770
- Gobius minutus guitelli Le Danois, 1913
- Gobius minutus major Heincke, 1880
- Gobius taalmankipii Hubrecht, 1878
- Gobius unipunctatus Parnell, 1838
- Pomatoschistus minutus elongatus (Canestrini, 1862)
- Pomatoschistus minutus minutus (Pallas, 1770)

Statut de conservation UICN

 LC  : Préoccupation mineure
Pomatoschistus minutus, le Gobie des sables ou le Gobie buhotte, est une espèce de poissons marins appartenant à la grande famille des gobiidés.
On le trouve dans les eaux côtières européennes depuis la mer Baltique jusqu'à la Méditerranée, où il fréquente les zones sableuses, les régions littorales, les lagunes, les marais salants et, en automne, les estuaires.
Il peut atteindre 11 cm tout au plus. Il présente de 60 à 73 écailles le long de sa ligne latérale. Sa coloration est variable : la teinte de base est brun clair avec 6 à 12 taches plus sombres sur les flancs, le ventre est clair. Pendant la saison de la reproduction, le mâle a une tache bleue entourée de blanc à l'arrière de la première nageoire dorsale.
La reproduction a lieu en été, les œufs sont pondus sous les coquillages ou les cailloux, les mâles assument leur garde. La durée de vie de ce poisson est comprise entre 15 et 18 mois. Il se nourrit principalement de petits crustacés (crevettes, caprelles...) et de vers.